# Rijksbeschermd gezicht Arnhem - Mussenberg
Gezicht Arnhem - Mussenberg is een van rijkswege beschermd stadsgezicht in Arnhem in de Nederlandse provincie Gelderland. De procedure voor aanwijzing werd gestart op 18 november 2004. Het gebied werd op 28 juni 2006 definitief aangewezen. Het beschermd gezicht beslaat een oppervlakte van 2 hectare.
Panden die binnen een beschermd gezicht vallen krijgen niet automatisch de status van beschermd monument. Wel zal de gemeente het bestemmingsplan aanpassen om nieuwe ontwikkelingen in het gebied te reguleren. De gezichtsbescherming richt zich op de stedenbouwkundige en cultuurhistorische waardering van een gebied en wil het toekomstig functioneren daarvan veiligstellen.